# 109 (bevásárlóközpont)

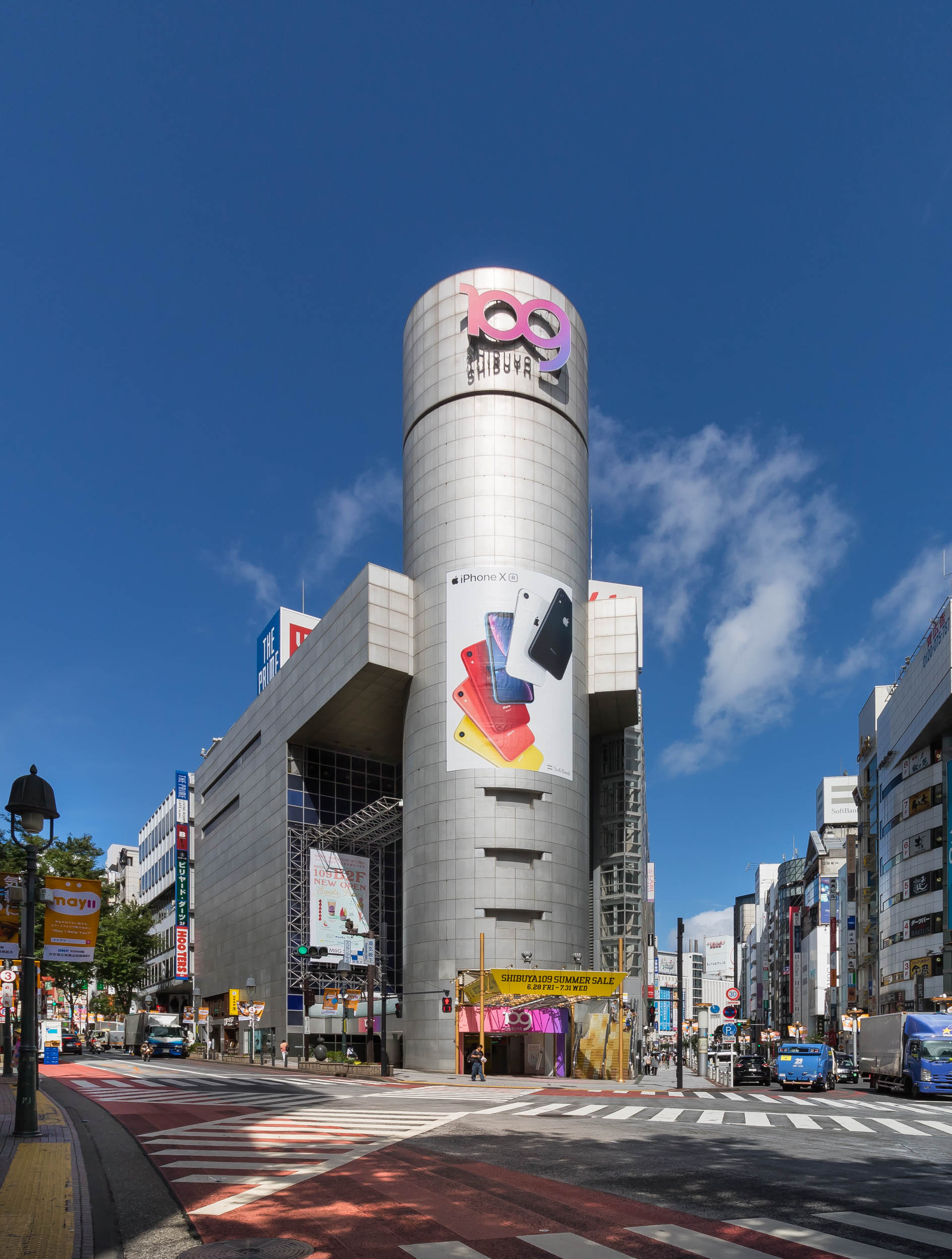
A Shibuya 109

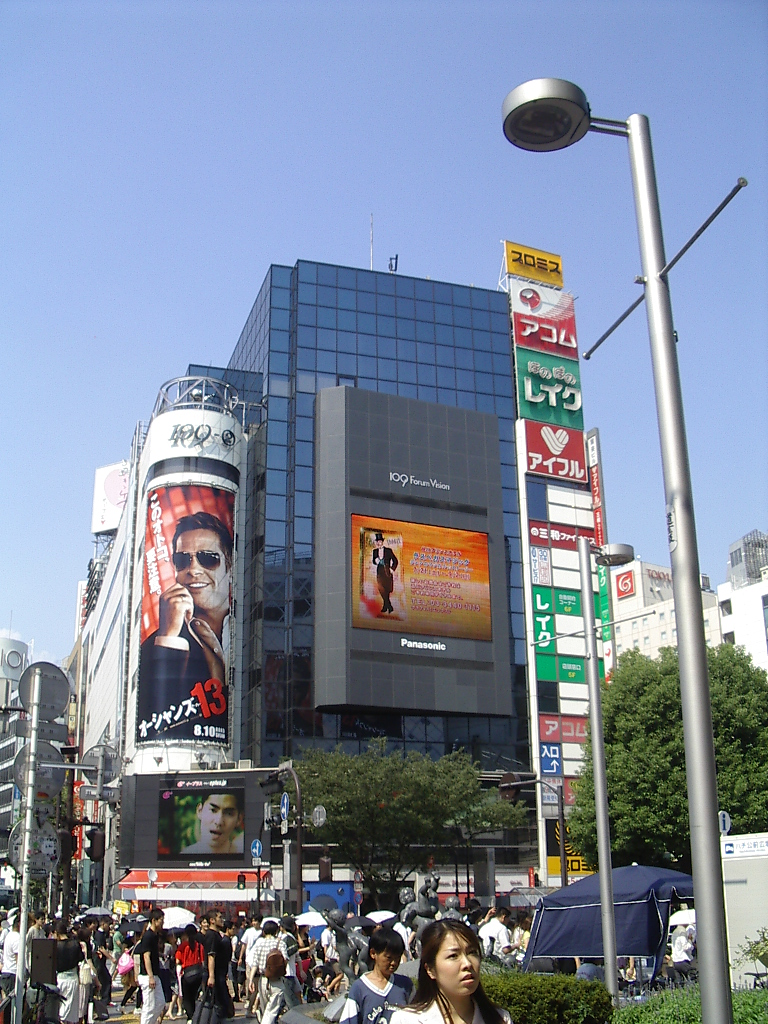
A 109-2 2007 augusztusában

Az 109 (Ichi-maru-kyū) egy bevásárlóközpont Japánban, Tokió Sibuja kerületében. Az komplexumot a Tokju Group irányítása alatt álló Tokju Malls Development (TMD) vezeti.

## Története és leírása
Az 1979 áprilisában megnyílt épület a Sibuja állomással szemben, az utca túlsó oldalán található. Az építész Takejama Minoru volt. A Tokju, az épület üzemeltetője egy „divat közösség”-nek szánta az épületet, melyet kis, a korai harmincas nőket megcélzó üzletekkel töltöttek fel. A Tokju célja az bevásárlóközponttal a Szeibu elleni verseny felvétele volt.
Az épület neve, hasonlóan annak üzemeltetőjének nevéhez a japán to (jelentése: tíz) és a kju (jelentése: kilenc) szavakból ered. A legfelső emeletre eredetileg egy mozit terveztek, viszont erre nem kaptak engedélyt, mivel a menekülési útvonalak nem teljesítették volna a rájuk vonatkozó előírásokat. Ugyan eredetileg a harmincas nőket célozták meg az üzlettel, azonban később az épület a gjaru szubkultúra fiatal képviselőinek a fellegváraként híresült el.

## Üzletek
- SHIBUYA 109 (Tokió, Sibuja) – 1979. április
- 109MEN'S (Tokió, Sibuja) – 1979. április
- KOHRINBO 109 (Isikava, Kanazava) – 1985. szeptember
- 109 MACHIDA (Tokió, Macsida) – 2002. július
- SHIZUOKA 109 (Sizuoka, Sizuoka) – 2007. október
2006 márciusában adták át SHIBUYA 109 DREAMS néven, később átnevezték.[3]
- MINATOMIRAI 109 (Kanagava, Jokohama) – 2010. április
- SHIBUYA 109 ABENO (Oszaka, Oszaka) – 2011. április

## A populáris kultúrában
- Sibuja egésze megjelenik a Shin Megami Tensei: Imagine videójátékban. A lepusztult városban még mindig üzemel a 109 (199-re átnevezve).
- A bevásárlóközpont látható a PlayStation Portable kézikonzolra megjelent DJ Max Portable 2 játék bevezető képsoraiban.
- A bevásárlóközpont a társépületével, a 108-cal (ami a való életben nem létezik), gyakran látható Sh15uya japán televíziós sorozatban.
- A 109 egy alternatív változata (104) látható és fontos szerepet tölt be a Nintendo DS-re kiadott The World Ends With You videójátékban.
- Az AKB48 nevű japán popegyüttesnek van egy dala, melyben az áruházat közvetlenül megemlítik.
- Az áruház a Chaos;Head visual novelben is feltűnik 107 néven.
- A Tokyo Beat Down videójátékban is szerepel a 109 108 néven.
- Az A kaptár: Túlvilág című filmben is látható a bevásárlóközpont.